# Hugo IV (książę Burgundii)
Hugo IV (ur. 9 marca 1212, zm. 27 października 1272) – książę Burgundii od 1218 r. z dynastii burgundzkiej.

## Życiorys
Hugo był jedynym synem księcia burgundzkiego Odona III (matką była druga żona Odona, Alicja z Vergy). Tron odziedziczył po ojcu już w dzieciństwie – Odo zmarł w 1218 r., gdy Hugo miał zaledwie kilka lat. Początkowo rządy opiekuńcze sprawowała w Burgundii jego matka Alicja. Samodzielną władzę Hugo objął dopiero w 1229 r. W tym samym roku poślubił, wbrew woli swego seniora, króla Francji Jolantę, córkę hrabiego Dreux Roberta III.
Uczestniczył w wyprawach krzyżowych – po raz pierwszy wyruszył w 1239 r. wraz z Tybaldem I, królem Nawarry i hrabią Szampanii, Piotrem I, księciem Bretanii, oraz licznymi innymi panami francuskimi. Uczestniczył tam m.in. w nieudanym ataku na Gazę. Pozostał w Palestynie jeszcze pewien czas po wyjeździe większości uczestników krucjaty (w 1240 r.) – przysiągł nie wyjeżdżać do czasu zbudowania fortyfikacji w Askalonie.
Po raz kolejny Hugo udał się do Ziemi Świętej w 1248 r., u boku swego kuzyna króla Francji Ludwika IX Świętego (VI wyprawa krzyżowa). Zimę 1249 r. spędził w Sparcie, namawiając do udziału w krucjacie księcia Achai Wilhelma II z Villehardouin. Później uczestniczył w walkach pod Damiettą.
Także później Hugo wspierał łacińskiego cesarza Konstantynopola, dzięki czemu w 1266 r. został tytularnym królem Tessaloniki.
Hugo modernizował swoje księstwo, wprowadzając doń nowoczesne instytucje (m.in. bajlifów), a także poszerzał jego granice (pozyskał m.in. hrabstwa Chalon-sur-Saône i Auxonne, przygotował pozyskanie hrabstwa Burgundii).

## Życie prywatne
W 1229 r. Hugo poślubił Jolantę, córkę hrabiego Dreux Roberta III. Z małżeństwa tego pochodziło pięcioro dzieci:
- Odo, który miał być następcą Hugona, zmarł jednak przed śmiercią ojca (w 1269 r.),
- Alicja, żona księcia Brabancji Henryka III,
- Małgorzata, żona Wilhelma III z Mont-Saint-Jean, a następnie Gwidona VI z Limoges,
- Jan (zm. 1268),
- Robert, następca Hugona na tronie burgundzkim.

Jolanta zmarła w 1248 r. Drugą żoną Hugona została Beatrycze, córka króla Nawarry Tybalda I z Szampanii. Z tego małżeństwa pochodziła kolejna piątka dzieci:
- Hugo,
- Beatrycze, żona Hugona XIII z Lusignan,
- Małgorzata, żona Jana z Arlay,
- Joanna,
- Agnieszka (Izabela), żona króla niemieckiego Rudolfa I Habsburga, a następnie Piotra z Chambly.